# Maison du Brésil
A Maison du Brésil é uma residência voltada a pesquisadores e estudantes brasileiros. Está situada na Cité Universitaire — na qual se encontram outros edifícios voltados à recepção de estudantes de várias nacionalidades — , em Paris, na França e funciona também como um pólo de difusão da cultura brasileira em Paris. O conjunto arquitetônico foi concebido pelos arquitetos Lúcio Costa e Le Corbusier, tendo sido construído em 1959 e reformado em 2000. O edifício faz parte da lista de monumentos históricos do Ministério da Cultura francês.